# Летованці
Летованці (хорв. Letovanci) — населений пункт у Хорватії, у Сисацько-Мославинській жупанії у складі міста Сисак.

## Населення
Населення за даними перепису 2011 року становило 56 осіб.
Динаміка чисельності населення поселення:

## Клімат
Середня річна температура становить 10,91 °C, середня максимальна – 24,98 °C, а середня мінімальна – -5,63 °C. Середня річна кількість опадів – 982 мм.
| Клімат поселення                              | Клімат поселення | Клімат поселення | Клімат поселення | Клімат поселення | Клімат поселення | Клімат поселення | Клімат поселення | Клімат поселення | Клімат поселення | Клімат поселення | Клімат поселення | Клімат поселення | Клімат поселення |
| Показник                                      | Січ.             | Лют.             | Бер.             | Квіт.            | Трав.            | Черв.            | Лип.             | Серп.            | Вер.             | Жовт.            | Лист.            | Груд.            |                  |
| Середній максимум, °C                         | 6,99             | 8,66             | 13,03            | 17,39            | 21,82            | 24,98            | 23,79            | 23,21            | 19,62            | 14,83            | 9,62             | 5,10             |                  |
| Середня температура, °C                       | 0,68             | 2,37             | 6,72             | 11,08            | 15,50            | 18,67            | 20,41            | 19,82            | 16,25            | 11,46            | 6,23             | 1,73             |                  |
| Середній мінімум, °C                          | −5,63            | −3,96            | 0,41             | 4,77             | 9,20             | 12,37            | 17,02            | 16,46            | 12,88            | 8,06             | 2,86             | −1,66            |                  |
| Норма опадів, мм                              | 61               | 59               | 68               | 80               | 86               | 96               | 87               | 90               | 89               | 91               | 98               | 77               |                  |
| Середньомісячна швидкість вітру, м/с          | 1.72             | 1.90             | 2.30             | 2.20             | 2.01             | 1.82             | 1.80             | 1.69             | 1.68             | 1.73             | 1.80             | 1.81             |                  |
| Середньомісячна сонячна радіація, кДж/м²·день | 4298             | 7092             | 10757            | 15238            | 19383            | 21515            | 22745            | 19621            | 14522            | 9092             | 4822             | 3549             |                  |
| --------------------------------------------- | ---------------- | ---------------- | ---------------- | ---------------- | ---------------- | ---------------- | ---------------- | ---------------- | ---------------- | ---------------- | ---------------- | ---------------- | ---------------- |
| Джерело:                                      |                  |                  |                  |                  |                  |                  |                  |                  |                  |                  |                  |                  |                  |